# Casa de Trencavel

Escudo de Armas da Casa de Trencavel.

A Casa de Trencavel teve origem numa importante dinastia viscondal que teve o Senhorio, entre o século X e o século XIII do viscondado de Nimes, Albi, Carcassona, Rasez, Béziers e Agde, na região francesa do Languedoc.
O nome Trencavel deriva da palavra composta trencavelana (quebra avelãs). Originado o apelido masculino de Trencavel, ou o feminino usado pelas damas do viscondado de Trencavela. Surge assim como um nome de homem que foi usado por vários dos viscondes, como por exemplo Raimundo I de Trencavel, ou Raimundo II de Trencavel.
O primeiro membro desta casa que se encontra documentado foi Aton I, que foi visconde de Albi no século X. A Aton seguiu-se cinco gerações de viscondes de Albi por descendência directa e que foram:
1. Bernardo Aton (? - 937),
2. Aton II (?- 942),
3. Bernardo Aton II (? - 990),
4. Aton III (? - 1030)
5. Bernardo Aton III (? - 1060).

Raimundo Bernardo (? - 1074), filho de Bernardo Aton III, casou-se com Ermengarda de Carcassona, irmã Roger de Carcassona, o último conde de Carcassona.
Raimundo Aton era visconde de Albi e Nimes, e adquiriu Carcassona e Beziers nos anos 1068 ou 1070 Devido à morte do seu cunhado. O seu filho, Bernardo Aton IV (? - 1129), foi visconde de Albi, Beziers, Carcassona, Nimes e Rasez. Foi nesta altura que a família Trencavel, na pessoa de Bernardo Aton IV, teve o domínio de todas as terras dos condes de Tolosa, apesar dos Trencavel nunca terem sido possuidores do título de conde.
Os filhos de Bernardo Aton IV dividiram a herança do seu pai. O filho mais velho, Roger I (? - 1150), ficou com os territórios de Albi, Carcassona e de Rasez. O segundo filho, Raimundo I (? - 1167) ficou com Beziers e veio a herdar Albi, Carcassona e Rasez quando o seu irmão Roger morreu sem descendência. Finalmente, o filho mais novo de Bernardo Aton IV, Bernardo Aton V (? - 1159), herdou Nimes, quando adquiriu Agde.
Este grande agrupamento de terras ao centro da região do Languedoc em mãos dos Trencavel deu a esta família uma posição considerável no durante o século XI e o século XII. Este poder foi reconhecido pelos vizinhos, os condes de Tolouse a Oeste e os condes de Barcelona ao Sul, que procuraram estabelecer alianças com eles. Principalmente os Trencavel foram aliados dos Condes de Barcelona.
O Governo da Casa de Trencavel acabou em 1209 em Carcassonne, em Rasez, Béziers e Albi, em 1214 em Nimes e Agde depois da conquista de Simão de Montfort, a quando da Cruzada albigense). Vieram a recuperar o poder, embora brevemente entre 1224 e 1227 e depois parcialmente em 1240, no entanto renunciaram a todos os seus directos e títulos a favor do rei de França em 1247, a troco de um pagamento vitalício.
Raimundo Roger Trencavel foi um dos protagonistas mais importantes da cruzada Albigense. Ofereceu grande resistência a Simão de Montfort, até que este o derrotou e confiscou todas as terras do visconde em seu proveito.